# Django (film, 1966)
Pour les articles homonymes, voir Django.
Série
Django 2
(1987)
Pour plus de détails, voir Fiche technique et Distribution.
Django est un film italo-espagnol réalisé par Sergio Corbucci et sorti en 1966. Ce western spaghetti rencontre un énorme succès et gagne la réputation d'être l'un des westerns les plus violents jamais tournés. Il sera même interdit de diffusion au Royaume-Uni jusqu’en 1993 et dans d’autres pays. 
Entre sa date de sortie et le milieu des années 1970, une trentaine de films reprendront ce titre en essayant de profiter du succès du film, mais aucune de ces « suites » ne sera officielle jusqu'en 1987 où Franco Nero reviendra avec la suite officielle Django 2, Il grande ritorno.

## Synopsis
Près de la frontière entre le Mexique et les États-Unis, un homme solitaire, Django, traînant un cercueil, trouve des bandits mexicains en train de torturer une prostituée, Maria. Les brigands sont chassés par les hommes de main du major Jackson, un ex-officier confédéré suprémaciste. Comme ces derniers se préparent à leur tour à tuer Maria, Django les abat avec facilité. Offrant à Maria sa protection, il l'emmène dans le saloon d'un village abandonné. Là, le tenancier Nathaniel explique que l'endroit est un terrain neutre dans le conflit qui oppose les « foulards Rouges » du major Jackson aux révolutionnaires du général mexicain Rodriguez.
Lorsque les hommes de Jackson viennent racketter Nathaniel, Django les provoque. Il en abat certains et met Jackson au défi de revenir. Jackson revient en effet avec une quarantaine d'hommes. C'est là que le mystère du contenu du cercueil se dissipe : Django en sort une mitrailleuse avec laquelle il décime la troupe, ne laissant vivants que Jackson et une poignée de confédérés.
Aidant Nathaniel à enterrer les cadavres, Django se recueille sur la tombe de Mercedes Zaro, son amante que Jackson avait tuée. Le général Hugo Rodriguez et ses révolutionnaires arrivent. Ils capturent Frère Jonathan, un espion de Jackson, lui coupent une oreille et le forcent à la manger avant de l'achever. Django propose à Hugo d'attaquer ensemble Fort Charriba où le major Jackson se retranche, afin de lui voler son or.
Nathaniel, dans un chariot où il prétend amener des prostituées aux soldats, introduit dans le fort Django, Hugo et quelques hommes. Utilisant la mitrailleuse, ils se fraient un chemin jusqu'à l'or puis s'échappent, poursuivis jusqu'à la frontière américaine par Jackson. Mais lorsque Django réclame sa part, le général Rodriguez refuse car il compte l'utiliser pour financer sa guerre au Mexique. Il promet de le rétribuer plus tard lorsqu'il sera au pouvoir. Django fait semblant d'accepter. Mais il s'empare de l'or, le charge dans le cercueil et s'enfuit sur un chariot, accompagné par Maria. Sur le pont où ils se sont rencontrés, ils se disputent et le cercueil et l'or tombent et disparaissent dans des sables mouvants. Les Mexicains retrouvent la trace de Django. Il lui brisent les mains, blessent Maria qui voulait venir à son aide puis repartent vers le Mexique. Là, ils sont surpris par l'armée de Jackson et massacrés.
Django et Maria reviennent auprès de Nathaniel. Malgré ses blessures aux mains, Django dit vouloir en finir avec Jackson. Il s'en va l'attendre au cimetière de Tombstone. Jackson et ses hommes passent par le saloon où ils tuent Nathaniel, qui avait juste eu le temps de cacher Maria.

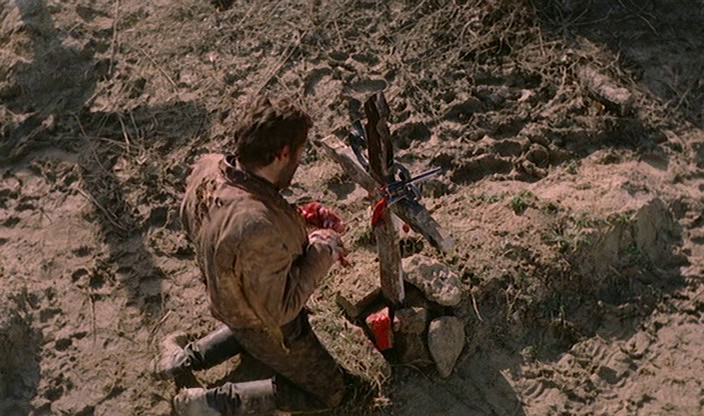
Scène finale du film à la croix de Tombstone

Au cimetière de Tombstone, Django ne peut utiliser son arme avec ses mains mutilées. Il s'agenouille devant la croix de Mercedes Zaro et dispose son revolver dessus. Jackson apparaît avec cinq de ses hommes. Croyant que Django prie et voulant l'humilier, il tire sur les branches de la croix. Mais Django se sert de la croix pour actionner la détente et le chien de son arme, et tue Jackson et ses hommes avec les six balles de son barillet. Laissant son revolver sur la tombe, il quitte le cimetière.

## Fiche technique
- Réalisateur : Sergio Corbucci, assisté de Ruggero Deodato
- Scénario : Sergio Corbucci, Bruno Corbucci, José Gutiérrez Maesso (it), Franco Rossetti et Piero Vivarelli
- Production : Manolo Bolognini & Sergio Corbucci
- Sociétés de production : B.R.C. Produzione S.r.l. & Tecisa
- Musique : Luis Bacalov - Franco Migliacci (paroles)
- Photographie : Enzo Barboni
- Montage : Nino Baragli - Sergio Montanari
- Distributeurs : BRC Produzione (Italie) - Tecisa (Espagne)
- Format : Couleur (Eastmancolor) - son mono
- Durée :
  - Italie : 90 minutes
  - Espagne : 87 minutes
- Pays de production :  Italie,  Espagne
- Langue originale : italien
- Dates de sortie : 
  - Italie : 6 avril 1966
  - Espagne : 21 septembre 1967
  - France : 9 novembre 1966[2]

## Distribution
- Franco Nero (VF : Jacques Deschamps) : Django
- José Bódalo (VF : Pierre Garin) : Hugo Rodriguez, le Général mexicain
- Loredana Nusciak (VF : Michèle Montel) : Maria
- Ángel Álvarez (VF : Jacques Hilling) : Nataniele (gérant du saloon)
- Eduardo Fajardo (VF : Jacques Berthier) : Jackson, le Major confédéré
- Jimmy Douglas (VF : Jean-François Laley) : Jonathan, le pasteur
- Simón Arriaga : Miguel
- Giovanni Ivan Scratuglia : membre du Klan
- Remo De Angelis : Riccardo
- José Terrón : Ringo; employé de Jackson avec une balafre
- Rafael Albaicín : homme de Rodriguez
- José Canalejas : homme de Rodriguez
- Rafael Vaquero : homme de Rodriguez
- Silvana Bacci (VF : Jacqueline Ferrière) : fille du saloon
- Remo De Angelis : officier Mexicain
- Guillermo Méndez : membre du Klan
- Luciano Rossi : membre du Klan

## Production
Corbucci avait initialement prévu de donner le rôle principal de Django à Mark Damon mais ce dernier, ayant un empêchement, dut décliner. Il se tourna alors vers Franco Nero. 
Le tournage commença en décembre 1965 dans la réserve naturelle régionale Tor Caldara dans le Latium, où existait une structure construite pour les productions de westerns. Bien que le décor fût alors extrêmement boueux à cause de l'hiver, Corbucci rejeta la proposition de son chef décorateur Giancarlo Simi de tout nettoyer car cela correspondait à l'atmosphère qu'il voulait donner au film. Le tournage eut aussi lieu dans différentes localités proches de Madrid alors que les scènes d'intérieur furent filmées au Studios Elios dans une banlieue de Rome. Le tournage s'acheva fin février 1966.
D'après Alex Cox, le nom de Django serait une blague des frères (Sergio et Bruno) Corbucci, en référence au guitariste de jazz Django Reinhardt qui, selon Sergio, arrivait à jouer de la guitare alors qu'il lui manquait plusieurs doigts de la main. Grièvement blessé dans l'incendie de sa roulotte, Django Reinhardt avait en fait plusieurs doigts paralysés, séquelle de ses brûlures, mais arrivait à surmonter ce handicap en développant un style de jeu particulier, tout comme le personnage de Django qui arrive à se servir de son revolver de façon particulière, bien que ses mains soient cassées.

## Autour du film
Le film est considéré par le critique britannique Howard Hugues comme le premier volet de la trilogie « fango e sangue » (litt. « boue et sang ») de son réalisateur, suivi par  Le Grand Silence (1968) avec Jean-Louis Trintignant et Le Spécialiste (1969) avec Johnny Hallyday.
La mitrailleuse que Django utilise est la même[pas clair] que celle de Ramon Rodos (Gian Maria Volonté) dans Pour une poignée de dollars.
Durant le tournage, Enzo Barboni, qui était cadreur, a écrit le scénario de ce qui allait devenir On l'appelle Trinita. Cette première mouture était une histoire sérieuse ; il l'a alors proposée à Franco Nero, mais l'acteur ne s'est pas montré intéressé. Plus tard, Barboni modifiera l'histoire pour en faire une comédie autour du duo Terence Hill-Bud Spencer.
Un passage de Django apparaît dans le film Tout, tout de suite (The Harder They Come), quand Ivan (Jimmy Cliff) est au cinéma.
Tom Novembre a parodié le film dans sa chanson Djimbo, en y incluant quelques-unes des répliques du film.
En 2012, l’acteur Franco Nero fait un caméo dans Django Unchained de Quentin Tarantino.
Selon Télé 7 jours, le film comporte des « scènes épouvantables, des jeux cruels » et est  à réserver « aux endurcis du western sanglant ».

## Reprises

### Au cinéma
Le nom Django sera repris dans de nombreux films, tel que Django, prépare ton cercueil ! (également connu sous le titre Trinita, prépare ton cercueil), western spaghetti réalisé en 1968 par Ferdinando Baldi, avec Terence Hill, Horst Frank, George Eastman, Barbara Simon, Pinuccio Ardia et Lee Burton. Il s'agit davantage de l'utilisation du nom de Django, qui sert d'accroche dans les titres, que réellement d'une série d'aventures attribuées à un même personnage. Il est arrivé que des traductions de titres attribuent le nom de Django à des protagonistes qui portaient un nom différent dans la version originale italienne.
Django ne connait qu'une seule suite officielle : Django 2 (Django 2, Il grande ritorno) de Nello Rossati, sorti en 1987.
- 1965 : Django le Proscrit (El proscrito del río Colorado) de Maury Dexter
- 1966 : 
  - Django tire le premier (Django spara per primo) d'Alberto De Martino
  - Quelques dollars pour Django (Pochi dollari per Django 1966) de León Klimovsky
  - Dos mil dólares por Coyote (titre italien : Django... Cacciatore di taglia) de León Klimovsky
  - Django ne pardonne pas (Mestizo) de Julio Buchs
  - Johnny Colt (titre allemand : Django - schwarzer Gott des Todes) de Giovanni Grimaldi
- 1967 : 
  - Django le Taciturne (Bill il taciturno) de Massimo Pupillo
  - Poker d'as pour Django (Le due facce del dollaro) de Roberto Bianchi Montero
  - Le Retour de Django (Il figlio di Django) d'Osvaldo Civirani
  - Django le Justicier (Non aspettare Django, spara) d'Edoardo Mulargia
  - Trois salopards, une poignée d'or (La più grande rapina del west) de Maurizio Lucidi
  - Tire encore si tu peux (Se sei vivo spara) de Giulio Questi
  - Né pour tuer (Django - nato per uccidere) d'Antonio Mollica
  - Le Dernier Tueur (L'ultimo killer) (titre anglais : Django the Last Gunfighter) de Giuseppe Vari
- 1968 : 
  - Django, prépare ton cercueil ! (Preparati la bara!) de Ferdinando Baldi
  - Django porte sa croix (Quella sporca storia nel west) d'Enzo G. Castellari
  - Django, prépare ton exécution (Execution) de Domenico Paolella
  - Le Moment de tuer (Il momento di uccidere, titre allemand : Django - Ein Sarg voll Blut) de Giuliano Carnimeo
  - Tire, Django, tire (Spara, Gringo, spara) de Bruno Corbucci
  - L'Homme, l'Orgueil et la Vengeance (L'uomo, l'orgoglio, la vendetta) (titre allemand : Mit Django kam der Tod) de Luigi Bazzoni
  - À genoux, Django (Black Jack) de Gianfranco Baldanello
  - Les Feux de la honte (Brand of Shame ou Nude Django) (titre allemand : Django Nudo und die lüsternen Mädchen von Porno Hill) de Byron Mabe
  - Avec Django, la mort est là (Joko invoca Dio... e muori) (1968) d'Antonio Margheriti
- 1969 : 
  - Django le Bâtard (Django il bastardo) de Sergio Garrone
  - Django ne prie pas (I vigliacchi non pregano) de Mario Siciliano
  - Avec Django, ça va saigner (Quel caldo maledetto giorno di fuoco) de Paolo Bianchini
  - La Corde au cou (Una lunga fila di croci) (titre anglais : Hanging for Django ou Noose for Django ou encore No Room to Die) de Sergio Garrone
- 1970 : 
  - Django arrive, préparez vos cercueils (C'è Sartana... vendi la pistola e comprati la bara) de Giuliano Carnimeo
  - Sartana, si ton bras gauche te gêne, coupe-le (Arrivano Django e Sartana... è la fine) par Demofilo Fidani et Diego Spataro
  - Django et Sartana (Quel maledetto giorno d'inverno... Django e Sartana all'ultimo) de Demofilo Fidani
  - Haut les mains, salauds (Giù le mani… carogna) (titre anglais : The Django Story) de Demofilo Fidani
  - Django défie Sartana (Django sfida Sartana) de Pasquale Squitieri
- 1971 : 
  - Macho Callaghan se déchaîne (Giù la testa... hombre) (titre anglais : Ballad of Django) de Demofilo Fidani
  - Son nom est Pote (Il suo nome era Pot... ma... lo chiamavano Allegria) (titre anglais : Django Always Draws Second) de Lucio Dandolo et Demofilo Fidani
  - Abattez Django le premier (Uccidi Django... uccidi per primo!!!)  de Sergio Garrone
  -  Pour Django les salauds ont un prix (Anche per Django le carogne hanno un prezzo) de Luigi Batzella

- 1972 : 
  - W Django! d’Edoardo Mulargia

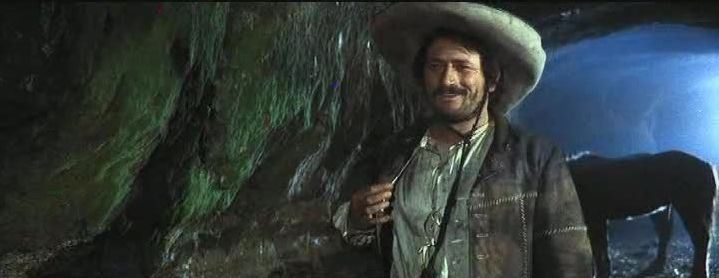
Viva Django (1972) : une scène avec Glauco Onorato.

  - Django adios ! (Seminò morte... lo chiamavano il Castigo di Dio!) de Roberto Mauri
- 1976 : Keoma ou Django Rides Again d'Enzo G. Castellari
- 2004 : Django: et le western apporta la violence (V) documentaire français de 28 min
- 2007 : Sukiyaki Western Django (スキヤキ・ウエスタン ジャンゴ, Sukiyaki uesutan Jango?) par Takashi Miike
- 2012 : Django Unchained de Quentin Tarantino

### Télévision
Une série franco-italo-britannique, Django, est diffusée en 2023.  Matthias Schoenaerts y reprend le rôle de Django.